# Дієго-де-Альмагро (Чилі)
Дієго-де-Альмагро (ісп. Diego de Almagro) — місто в Чилі. Адміністративний центр однойменної комуни. Населення міста — 7951 осіб (2002). Місто і комуна входить до складу провінції Чаньяраль та регіону Антофагаста.
Територія — 18 664 км². Чисельність населення — 13 925 мешканців (2017). Щільність населення — 1,34 чол./км².
Місто було названо на честь Дієго де Альмагро, іспанського конкістадора і завойовника Перу та Чилі. Найвищий гірський населений пункт в Чилі.

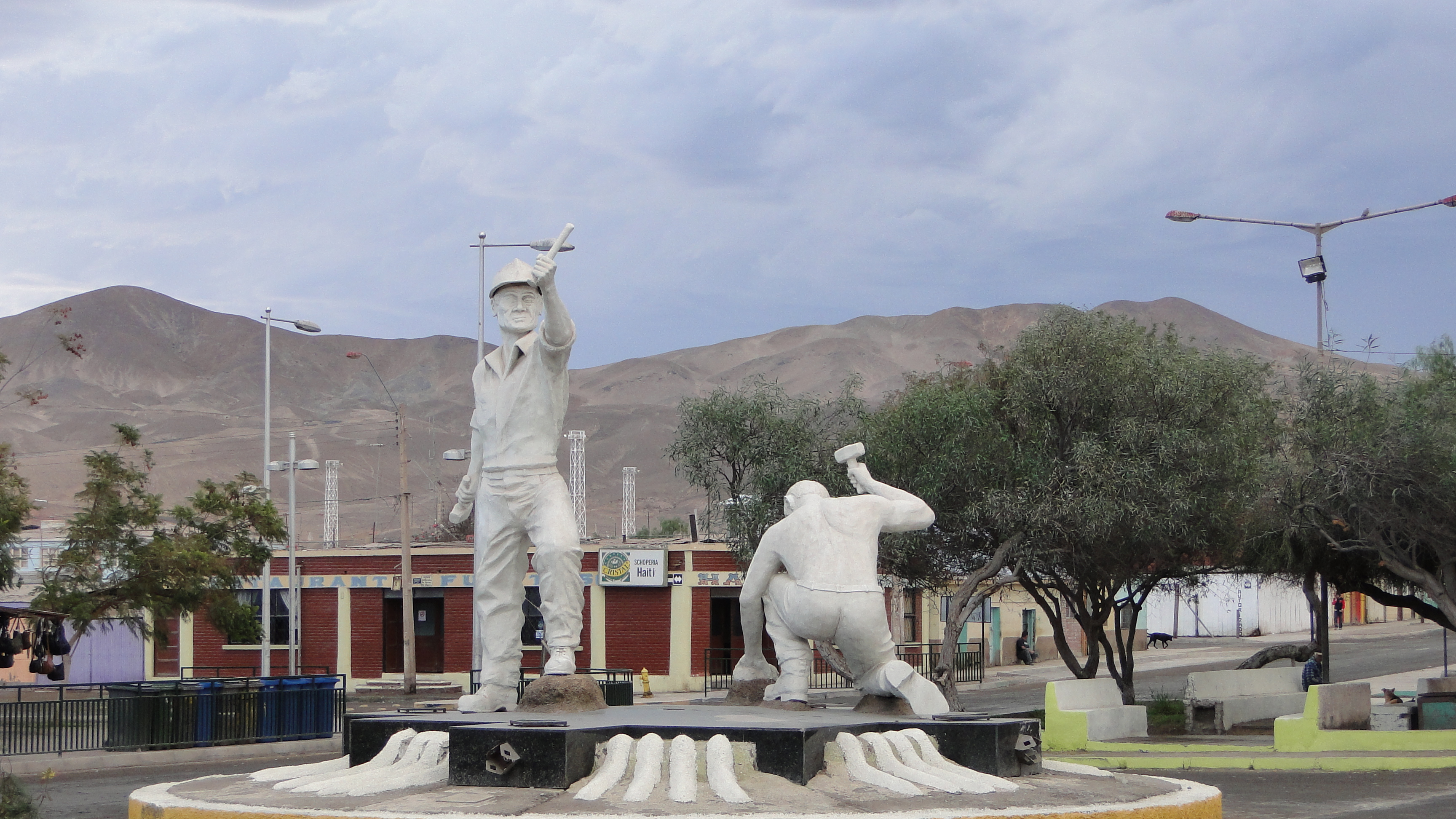
Монумент шахтарям

## Розташування
Місто розташоване в долині річки Саладо за 114 км (152 км по шосе) на північний схід від адміністративного центру області міста Копіапо.
Комуна межує:
- на півночі — з комунами Тальталь і Антофагаста;
- на сході — з провінцією Аргентини — Катамарка;
- на півдні — з комуною Копіапо;
- на заході — комуною Чаньяраль.